# ОШ „Соколац” Соколац
Основна школа Соколац ,је установа за основно образовање и васпитање омладине за подручје општине Соколац, са подручним одјељењима у Кнежини и Равној Романији. Из непоузданих извора се сазнаје да је основана 1871. године, док други извори наводе 1875. годину као годину оснивања.

## Историјат школе
На једном мјесту је забиљежено да је школа у Сокоцу отворена 1871. године, али нема никаквих извора за ту годину, па се не може узети као поуздан податак. У једном званичном попису српских школа за Соколац је унесено: 
Школа је саграђена и почела свој рад 1875. године
, а најпознатији документ о почетку рада школе је сљедећи запис:
Ми кметови са Гласинца подижемо 1875. године Српску школу на Гласинцу и прогласисмо Милована Црногорца за учитеља...
Дакле, први учитељ је био Милован Црногорац.
У другом запису, који је мање поуздан, стоји да је школа почела са радом 1875. године и да је први учитељ био Ристо Чајкановић. У запису стоји и да је школу пуних тридесет година, послије њеног оснивања издржавала Српска православна црква. Према томе, може се рећи да школа у Сокоцу спада у најстарије школе у сјевероисточном дијелу Републике Српске.
Године 1928. отворена је школа у Ћаваринама у којој су били први учитељи Чевркапа Лепа и Миодраг Јанковић. Радила је прво као мала (четворогодишња), да би касније прерасла у осморазредну основну школу.
Основна школа на Равној Романији отворена је први пут у историји Романије у приватној кући Томић Илије 1937. године. Томић Илија уступио је властиту зграду за смјештај школе. Први учитељ који је почео радити у тој школи била је Невенка Војновић, учитељица родом из Сарајева. Она је радила у тој школи од 1937. до 1941. године. Због Другог свјетског рата и дизања устанка на Романији 1941. године основна школа Равна Романија је престала са радом.
Основна школа у Сокоцу, након завршетка Другог свјетског рата наставила је свој рад 1. септембра 1946. године и носила је назив ,,Славиша Вајнер Чича“, име револуционара који је оставио свој живот у сукобу са непријатељем на легендарној Романији. Школа је послије рата била једна од најљепших и највећих на подручју општине. У записима стоји да је школу основао још бивши Срески Народни одбор Соколац, у Сокоцу 1946. године. Већ 1964. године. школа је имала подручна одјељења у Подроманији и на Равној Романији. Директор школе био је Јован Ђокић, а секретар школе Јован Тошић.
Школске 1971/1972. године када су ,,Млади лингвисти“ учествовали на такмичењу свих школа БиХ, од 180 школа, школа ,,Славиша Вајнер Чича“ заузела је 25. мјесто.
Седамдестих година школа у Сокоцу у свом саставу имала подручна одјељења: Ћаварине, Долови, Кошутица, Бјелосављевићи, Подроманија и Равна Романија.
Школа је учествовала на свим међународним и регионалним такмичењима из скоро свих предмета, а екипа из историје на челу са наставником Вуковић Славишом на републичком такмичењу у Босанском Петровцу, заузела је високо мјесто.
Од седамдесет осме школа послује као Основна организација удруженог рада. Процес рада се одвија у радним јединицама: матична школа Соколац, подручна школа Подроманија, Бјелосављевићи, Ћаварине, Кошутица, Кнежина, Драпнићи и Соколовићи. У подручној школи Равна Романија у том периоду није се изводила настава, дјеца су путовала у школу у Подроманију. Тамо је укинута школа и престала је са радом.
У школи су радиле секције у којима је учешће узимао велики број ученика: у нижим разредима од првог до четвртог – Литерарна секција – руководилац Тошић Радославка, Драмска секција – Лиздек Стака, Рецитаторска – Мрдовић Радмила, Ликовна – Боровчанин Кристија, Ритмичка – Косорић Стевка, Цвјећарска секција – Вуковић Милица.
У одјељењима од петог до осмог разреда радили су ученици у секцијама: Литерарна, Рецитаторска, Драмска, Саобраћајна, Библиотекарска, Новинарска итд. Ученици школе учествовали су на разним такмичењима и постизали добре резултате. На такмичењу у стоном тенису стонотенисерска секција под руководством Миодрага Петровића освојила је прво мјесто на регионалном такмичењу. Атлетичари са руководиоцем Јовановић Жиком постигли су добар успјех, па су позвани од стране Атлетског савеза БиХ у атлетску школу на Тјентиште у трајању од неколико дана. Саобраћајна секција под руководством Владимира Марића 21. априла 1979. године на Илиџи освојила је једну сребрену и три бронзане медаље. Литерарна секција на челу са Радославком Тошић учествовала је на такмичењу у Сарајеву и освојила прво мјесто. Што се тиче програма увођења иновација 1978. године, донесено је следеће:
Током читаве године примјењиваће се индивидуална настава, групни облик рада и увођење тимске наставе. У организацији редовног наставног процеса примјењује се савремена технологија наставног рада индивидуализована, полупрограмирана и проблемска настава.
Веома важан дан и датум за основну школу ,,Славиша Вајнер Чича“ био је излазак листа под називом ,,Романијска свитања“. Лист је изашао 29.новембра 1978. године. Издавач је Редакцијски одбор у сарадњи са ученицима. Неколико година касније лист је добио нови назив ,,Основац“.